# Voorstraat 26 (Blija)

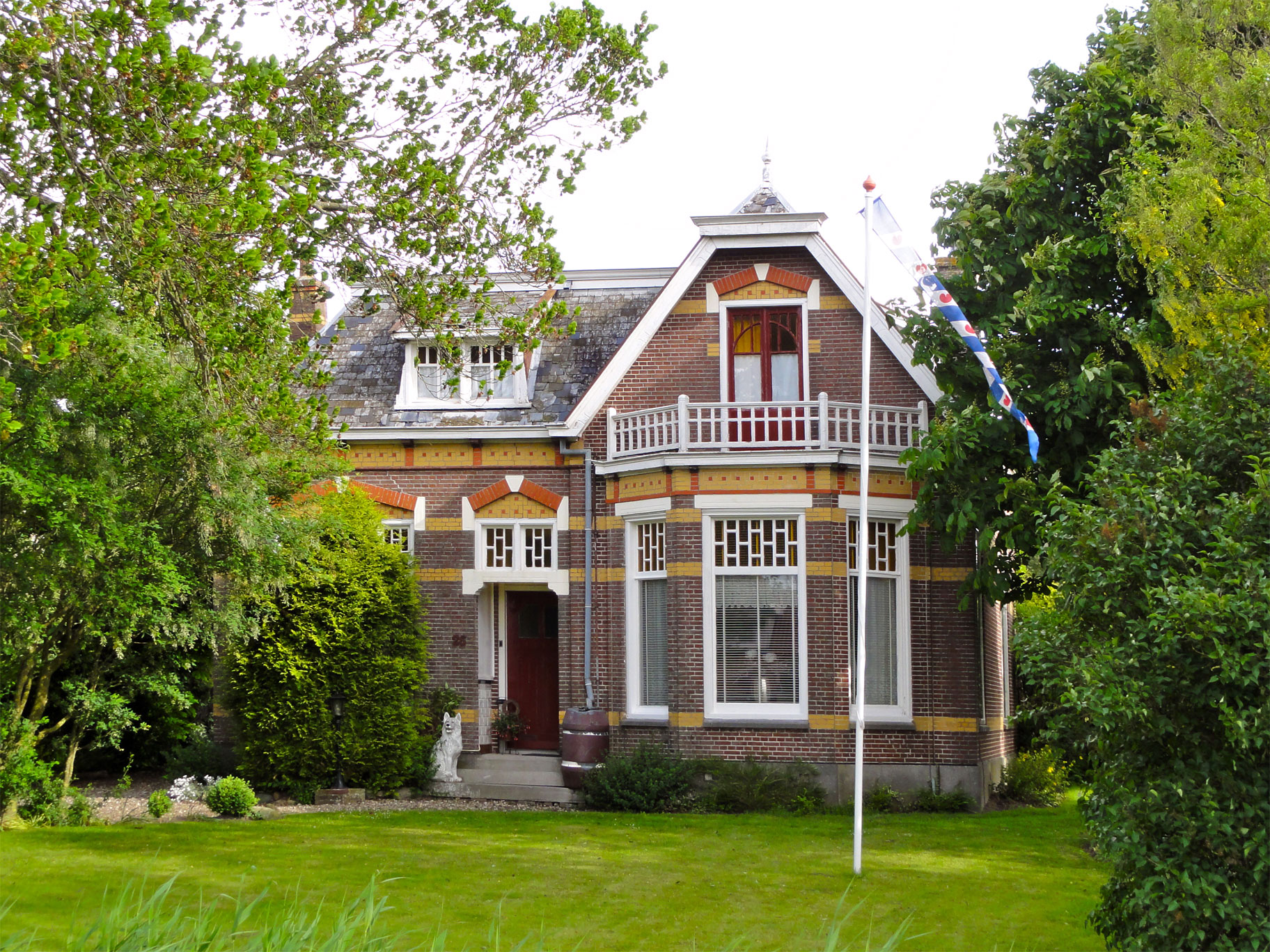
Het monumentale pand aan de Voorstraat 26 in Blija anno 2011

De rentenierswoning aan de Voorstraat 26 is een monumentaal pand in Blija in de Nederlandse provincie Friesland.

## Beschrijving
Het pand werd omstreeks 1908 gebouwd, als rentenierswoning, in een overgangsstijl met diverse kenmerken uit de jugendstil. Het linkergedeelte van de woning (aan de oostelijke zijde) heeft één verdieping en het rechtergedeelte (aan de westelijke zijde) heeft twee verdiepingen. Aan deze zijde bevindt zich een driezijdige erker met daarboven een balkon met een houten balustrade. Links van de erker bevindt zich de entree in een inpandig portiek. Boven het portiek is een tweelichtvenster met een meerruits roedeverdeling, een roedeverdeling die gerepeteerd wordt in de bovenlichten van de ramen. Eenzelfde soort herhaling is te vinden in het gebruik van gele bakstenen sierranden. In de geelgekleurde gevellijsten is daarbij gebruikgemaakt van een patroon van rood ingemetselde bakstenen. Hetzelfde patroon is ook te vinden boven het portiek en de ramen. Deze bijzondere ornamentiek is een van de redenen waarom het pand is erkend als een rijksmonument. Andere redenen zijn onder meer als voorbeeld van soortgelijke woningen uit de periode van de bouw, de esthetische kwaliteit van het ontwerp en de hoge mate van gaafheid van zowel het exterieur als het interieur.
Het bij de woning behorende gietijzeren hekwerk is eveneens meegenomen bij de aanwijzing tot rijksmonument. Dit hek is ouder dan het huis en dateert uit de tweede helft van de 19e eeuw.